# Streitkräfte Sri Lankas
Die Streitkräfte Sri Lankas setzen sich aus der Armee (Sri Lanka Yuddha Hamudawa), der Marine (Sri Lanka Navika Hamudawa) und der Luftwaffe (Sri Lanka Guwan Hamudawa) zusammen. Die Streitkräfte Sri Lankas hatten 2007 eine Personalstärke von  157.900 Mann. Das Militärbudget wurde im Laufe der Zeit stark ausgeweitet und beträgt heute umgerechnet 2,2 Mrd. US-$ jährlich.

## Geschichte

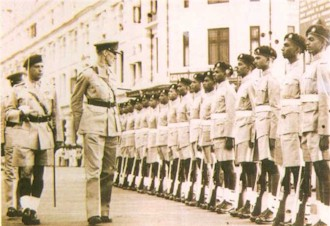
Ehrenkompanie der Ceylon Army 1950

Bereits früh unter britischer Herrschaft gab es einheimisches Militär wie die 1st, 2nd and 3rd Ceylon Regiments (1802/3) und das 4th Ceylon Regiment (1814). Am 1. April 1881 wurde als Ersatz für die zwischenzeitlich aufgelösten lokalen Regimenter die  Ceylon Light Infantry Volunteers gegründet. Das einheimische Militär wurde 1911 in den Ceylon Defence Forces (CDF) zusammengefasst. Im Zweiten Weltkrieg wurde das lokale Militär stark ausgebaut, befand sich aber unter direkter britischer Kontrolle. Im Juni 1947 wurde Ceylon britisches Dominion, am 4. Februar 1948 schließlich unabhängig innerhalb des Britischen Commonwealth. Im selben Jahr wurde die Ceylon Army gegründet. Am 9. Dezember 1950 wurde die Royal Ceylon Navy (RCyN) gegründet, der Vorgänger war die 1937 gegründete Ceylon Naval Volunteer Force. Die Luftwaffe entstand 1951 als Royal Ceylon Air Force (RCyAF) mit Unterstützung der britischen Royal Air Force.
Nach einem gescheiterten Putschversuch 1962 wurden einige Regimenter der Ceylon Army aufgelöst. Das Militär war daher schlecht vorbereitet, als es 1971 zu einem Aufstand der Janathā Vimukthi Peramuṇa (Volksbefreiungsfront; kurz JVP), einer national-marxistisch, kommunistischen Partei in Ceylon kam.  Am 22. Mai 1972 wurde Ceylon eine Republik mit dem Namen „Sri Lanka“, die Streitkräfte wurden entsprechend umbenannt. Die JVP initiierte einen zweiten bewaffneten Aufstand in Sri Lanka 1987–1989, der von der Armee niedergeschlagen wurde. Im von 1983 bis 2009 dauernden Bürgerkrieg in Sri Lanka mit den Liberation Tigers of Tamil Eelam (LTTE) konnte die Armee letztlich die LTTE besiegen. Der Bürgerkrieg endete am 18. Mai 2009 mit dem vollständigen militärischen Sieg der sri-lankischen Regierungstruppen über die Rebellen. Die Zahl der Todesopfer während des Krieges zwischen 1983 und 2009 wird auf 80.000 bis 100.000 geschätzt.

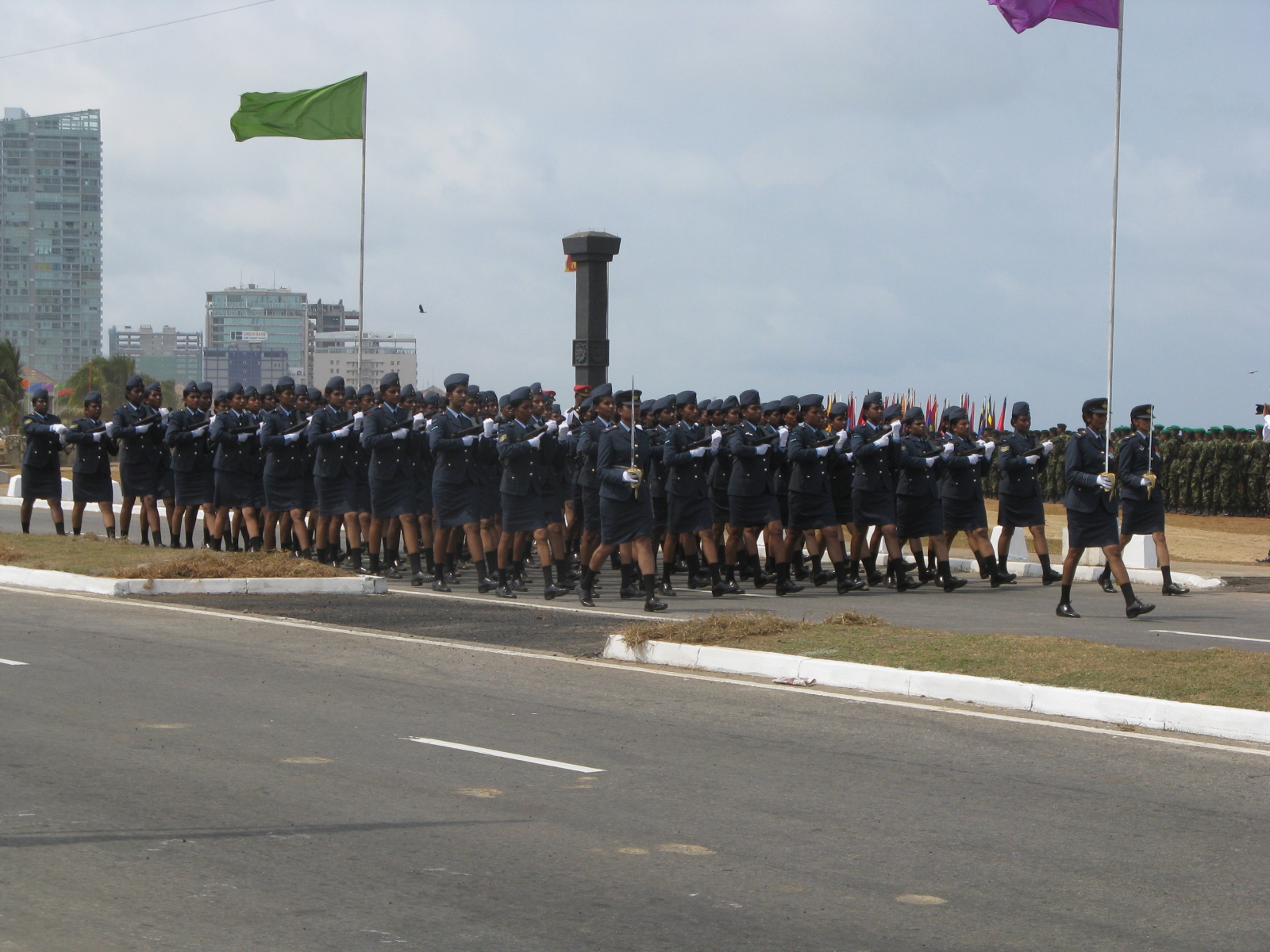
Militärparade 2012

## Überblick
2007 verfügten die Streitkräfte Sri Lankas über nachfolgend aufgeführte Ausrüstung und Personalstärke. Inzwischen wurden das Verteidigungsbudget und auch die Personalstärke stark aufgestockt.

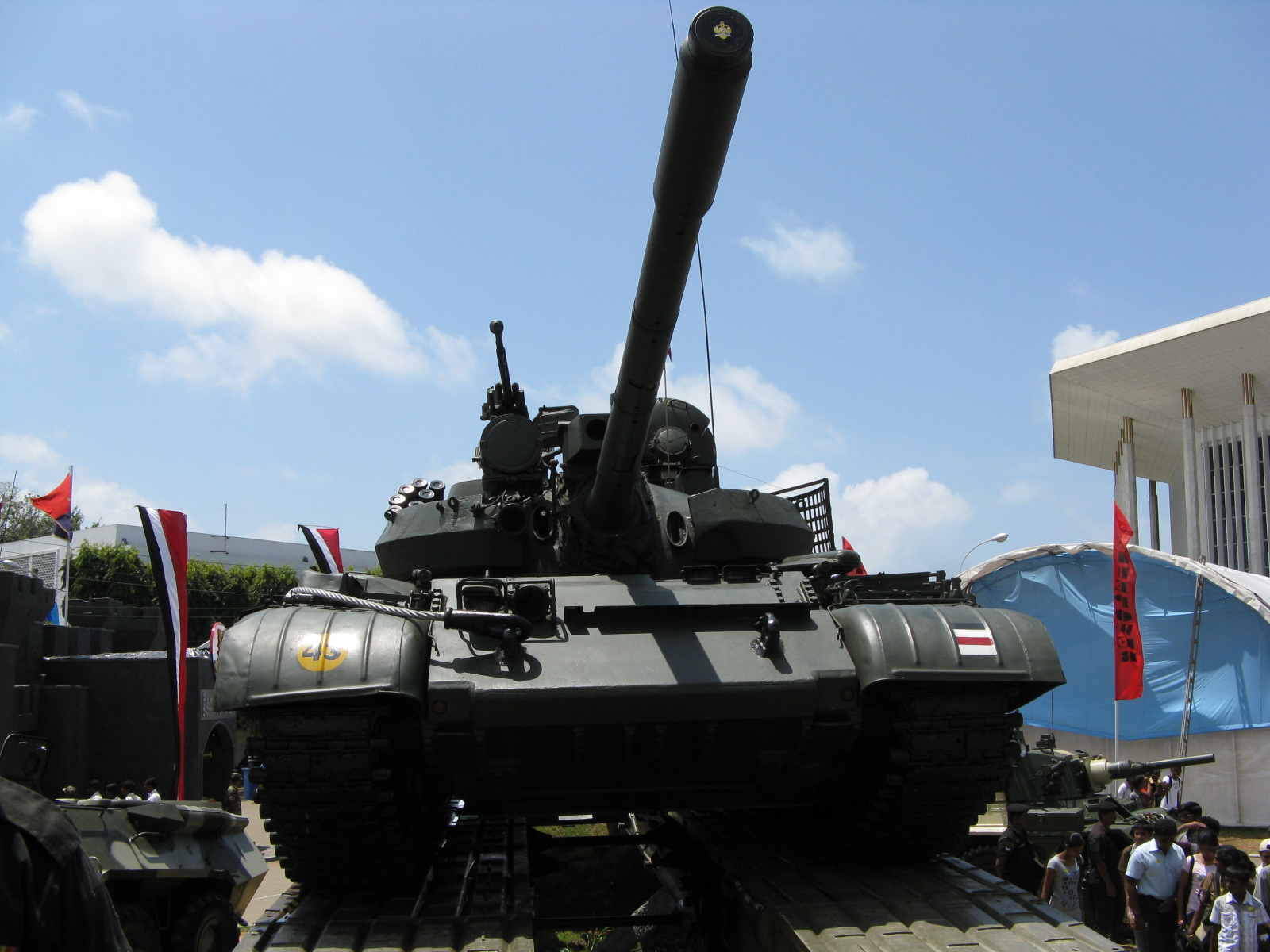
T-55AM2 Kampfpanzer des Heeres

### Heer
Personalstärke 118.000
Ausrüstung (Stand 2007):
- 62 Kampfpanzer des Typs T-55
- 15 Spähpanzer des Typs Ferret
- 16 Schützenpanzer des Typs BMP-1
- 135 Transportpanzer (BTR-80, Unicorn,…)
- 50 Feldhaubitzen (76/85 mm, 25 Pdr. und 130 mm)
- 307 Mörser (81/ 82 / 107 / 120 mm)

22 Al-Khalid-Kampfpanzer wurden 2010 bestellt.

### Marine

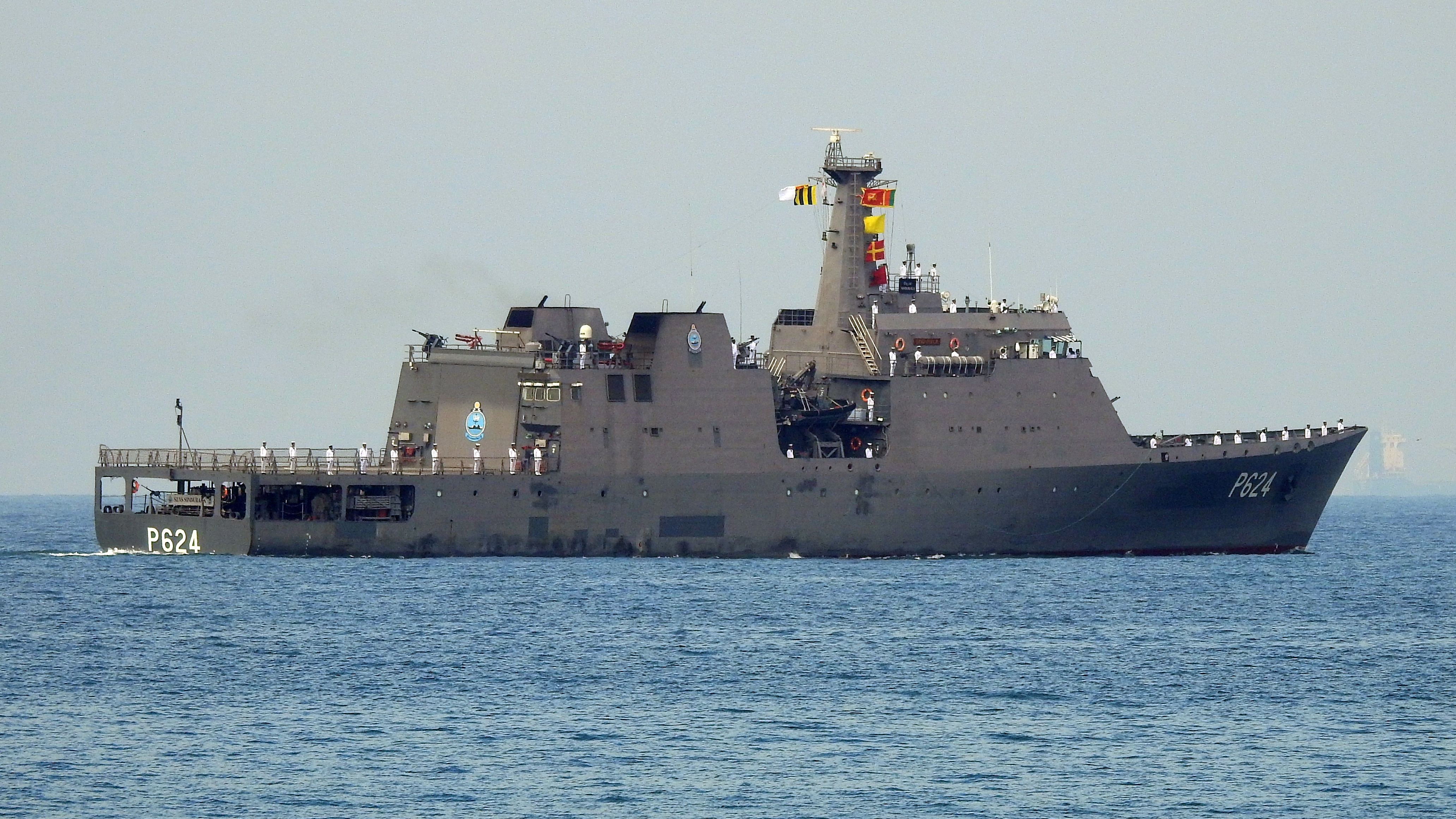
Die Sindurala im Jahr 2019

Personalstärke 20.600

#### Ausrüstung
- 2 Patrouillenschiffe der Saryu-Klasse
- 2 Patrouillenschiffe der Hamilton-Klasse[5]
- 1 Patrouillenschiff des Typ 053H2G[6]

Die Marine verfügt heute zudem über 22 modernste Schnellboote der Colombo-Klasse (Ultra Fast Attack Craft) sowie mehr als 100 kleinere Speedboote aus eigener Herstellung.

### Luftwaffe
Personalstärke 19.300

#### Ausrüstung

Kokarde der Luftwaffe Sri Lankas

Die Luftstreitkräfte Sri Lankas betreiben 31 Flugzeuge und 55 Hubschrauber (Stand Ende 2022).
| Luftfahrzeuge       | Bild         | Herkunft            | Verwendung                     | Version                     | Aktiv     | Bestellt  | Anmerkungen |
| Flugzeuge           | Flugzeuge    | Flugzeuge           | Flugzeuge                      | Flugzeuge                   | Flugzeuge | Flugzeuge | Flugzeuge   |
| ------------------- | ------------ | ------------------- | ------------------------------ | --------------------------- | --------- | --------- | ----------- |
| Chengdu J-7         |              | Volksrepublik China | AbfangjägerSchulflugzeug       | F-7FT-7                     | 51        |           |             |
| Cessna 421          | Beispielbild | Vereinigte Staaten  | Aufklärer                      |                             | 1         |           |             |
| Beechcraft King Air | Beispielbild | Vereinigte Staaten  | Seeaufklärer                   | King Air 200                | 2         |           |             |
| Antonow An-32       |              | Sowjetunion         | Transportflugzeug              |                             | 4         |           |             |
| Lockheed C-130      |              | Vereinigte Staaten  | Transportflugzeug              | C-130K                      | 2         |           |             |
| Shaanxi Y-8         | Beispielbild | Volksrepublik China | Transportflugzeug              |                             | 1         |           |             |
| Harbin Y-12         |              | Volksrepublik China | Verkehrsflugzeug               |                             | 8         |           |             |
| Hongdu JL-8         |              | Pakistan            | Schulflugzeug                  | K-8 Karakorum               | 7         |           |             |
| Hubschrauber        |              |                     |                                |                             |           |           |             |
| Bell 206            | Beispielbild | Vereinigte Staaten  | Leichter Mehrzweckhubschrauber |                             | 4         |           |             |
| Bell 412            |              | Vereinigte Staaten  | Mehrzweckhubschrauber          | Bell 212Bell 412            | 14        |           |             |
| Mil Mi-8            |              | Sowjetunion         | Mehrzweckhubschrauber          | Mil Mi-8Mil Mi-17Mil Mi-171 | 28        |           |             |
| Mil Mi-24           |              | Sowjetunion         | Kampfhubschrauber              | Mil Mi-24Mil Mi-35          | 9         |           |             |

### Weitere Kräfte
- Küstenwache (Sri Lanka Coast Guard)
- paramilitärische Kräfte der Polizei